# Bielica, West Pomeranian Voivodeship
Bielica [bjɛˈlit͡sa] là một ngôi làng thuộc khu hành chính của Gmina Biały Bór, thuộc hạt Szczecinek, West Pomeranian Voivodeship, ở phía tây bắc Ba Lan. Nó nằm khoảng 14 kilômét (9 mi) về phía đông nam của Biały Bór, 18 km (11 mi) về phía đông bắc của Szczecinek và 160 km (99 mi) về phía đông của thủ đô khu vực Szczecin.
Trước năm 1945, khu vực này là một phần của Đức. Đối với lịch sử của khu vực, xem Lịch sử của Pomerania.
Ngôi làng có dân số 140 người.